# KV16
KV16 (англ. Kings' Valley № 16) — одна из гробниц, расположенных в египетской Долине Царей, в фиванском некрополе на западном берегу Нила, напротив Луксора. Гробница предназначалась для фараона Рамсеса I, но её не успели закончить к моменту смерти фараона. Находится в юго-восточной части долины.
В момент смерти Рамсеса I гробницу ещё не окончили — из всего запланированного были вырезаны только вход и два первых коридора. Позже, скорее всего, во времена ХХ или XXI династии гробницу разграбили, о чём свидетельствует разбитая крышка саркофага. Судя по отсутствию греческой и латинской письменности на стенах, вход в гробницу был скрыт, что позволило настенной росписи сохраниться до наших дней.

## Схема гробницы

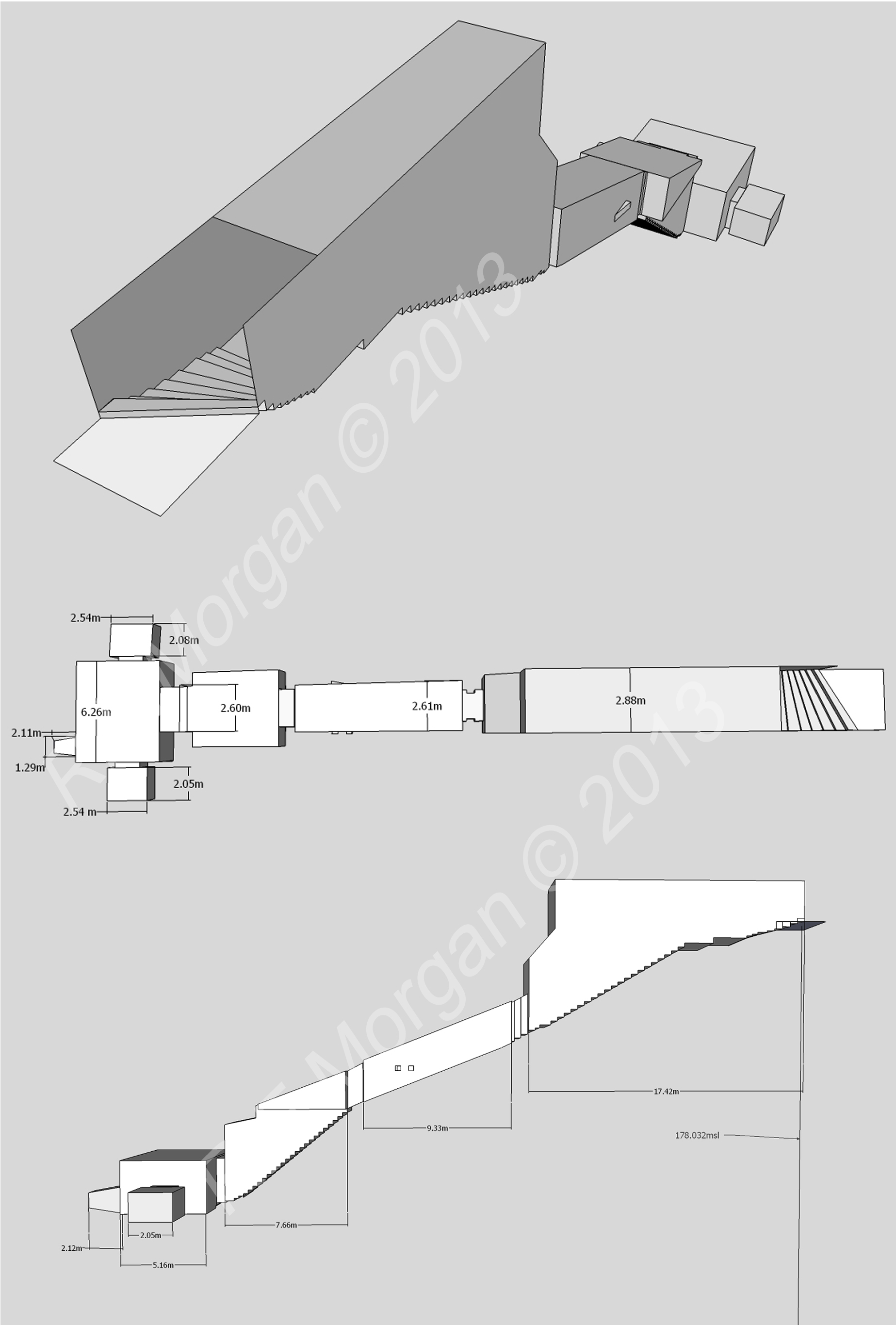
Объёмная схема, общий план и вид сбоку

Гробница имеет ориентацию на юго-запад и имеет очень простую схему: ступенчатый вход, после которого начинается пологий коридор и лестница вниз, сразу за которой открывается погребальная камера, к которой с трёх сторон примыкают небольшие боковые помещения. На стенах коридора с пологим спуском можно найти два углубления. Предположительно, они служили для перемещения огромного саркофага с помощью верёвок. Трапецеидальные пазы в области лестницы были не закончены и даже в таком состоянии оказываются необычайно широкими. Что касается погребальной камеры, скорее всего, её окончательный размер должен был расширяться в сторону одной из боковых комнат, так как там нашли следы резцов, но работа не была завершена. Ниши для «магических кирпичей» в погребальной камере вырезаны на боковых стенах и расположены на большой высоте от пола. Возможно, ниши предназначались для поддержки сундуков с канопами.
Стены погребальной камеры украшены неплохо сохранившимися фрагментами из Книги врат и сценами демонстрирующими усопшего фараона в окружении богов. В гробнице имеются многочисленные следы потопов.

## Археологические исследования
Впервые гробница была обнаружена в 1817 году итальянским путешественником и археологами Джованни Бельцони. Он же впервые начал раскопки. В 1825 году Джеймс Бёртон создал подробный план и нарисовал схему гробницы. С 1828 по 1957 год разные египтологи посещали KV16 с целью изучения иероглифической письменности.

## Галерея

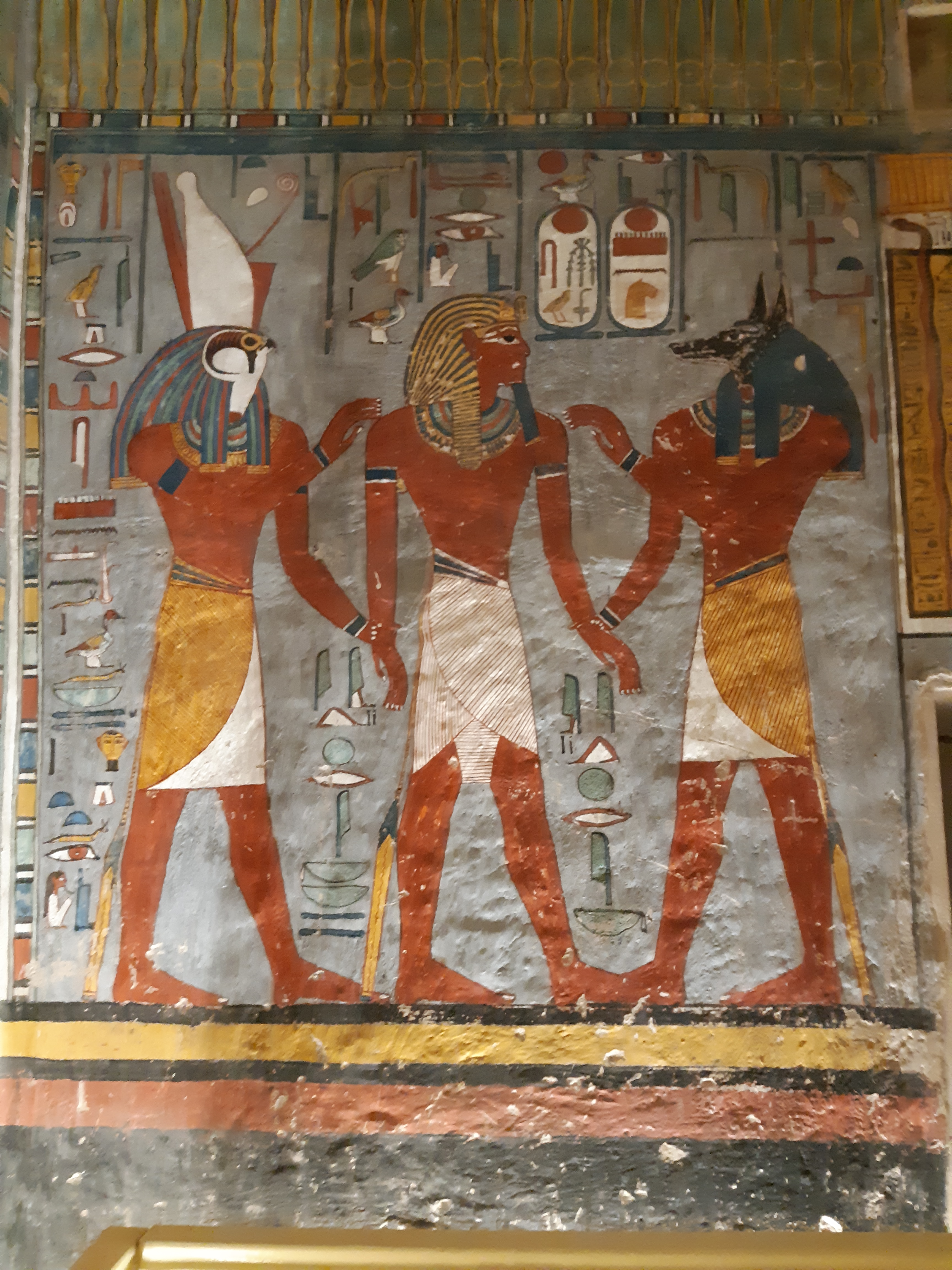
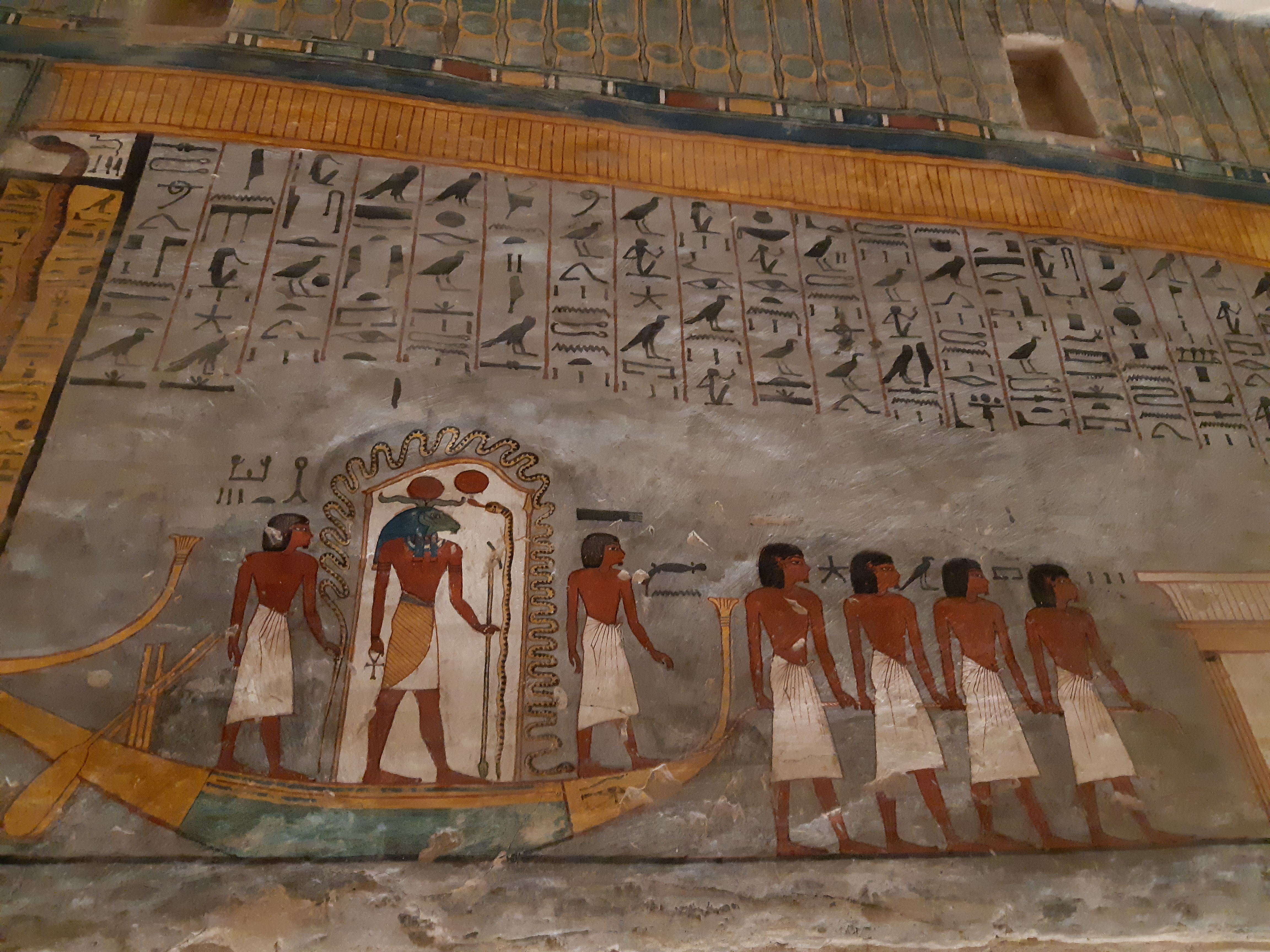
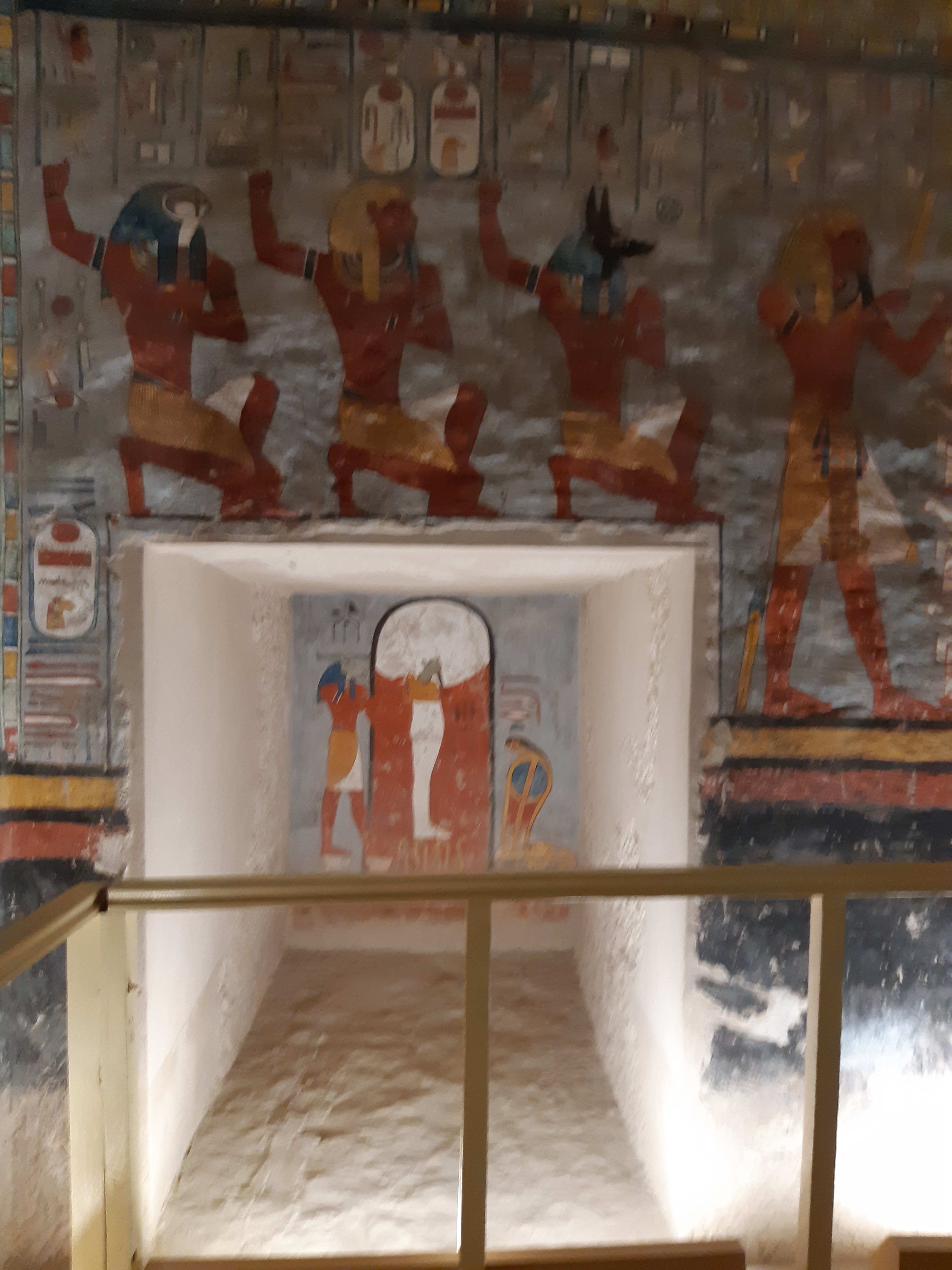
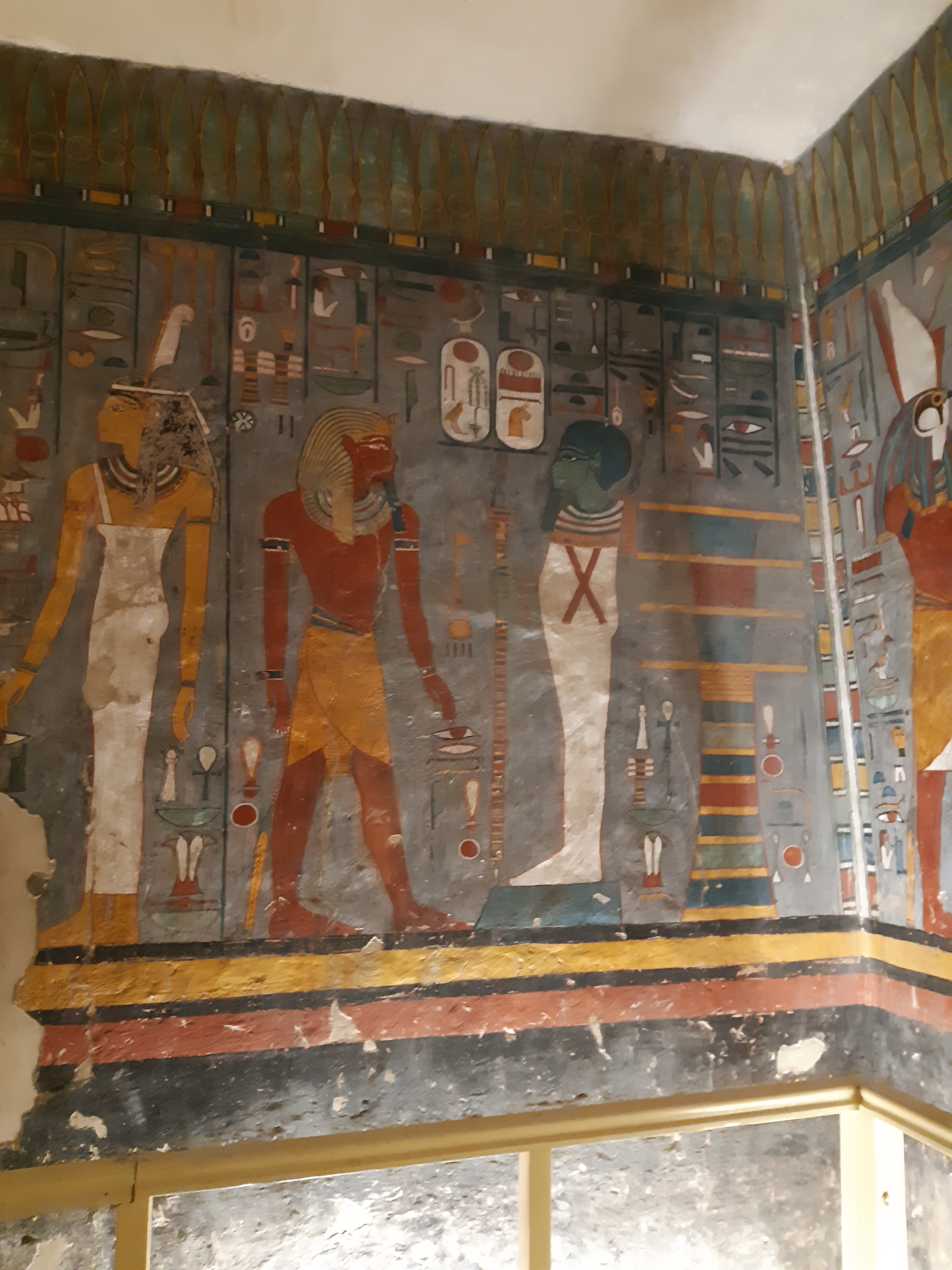
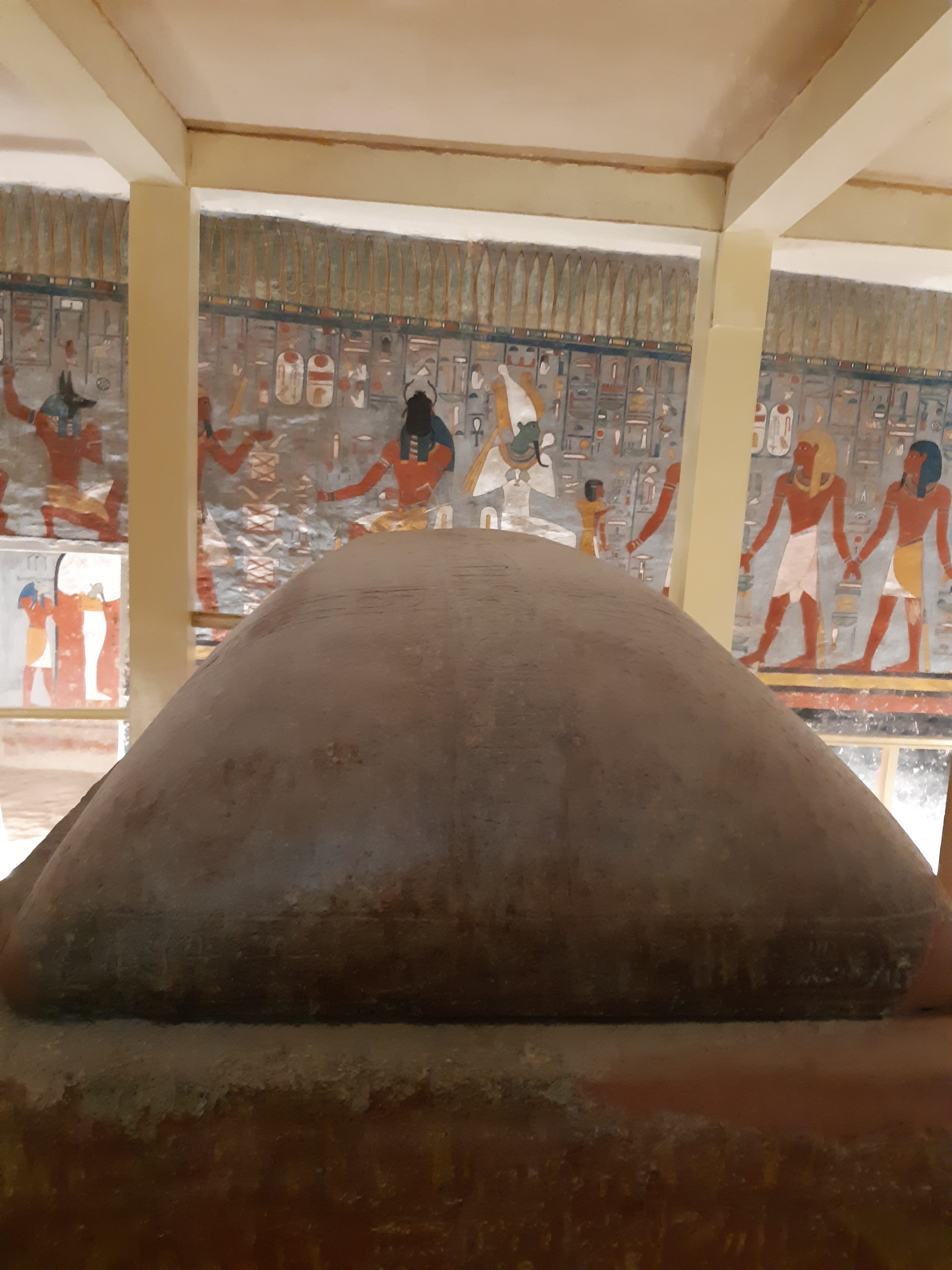
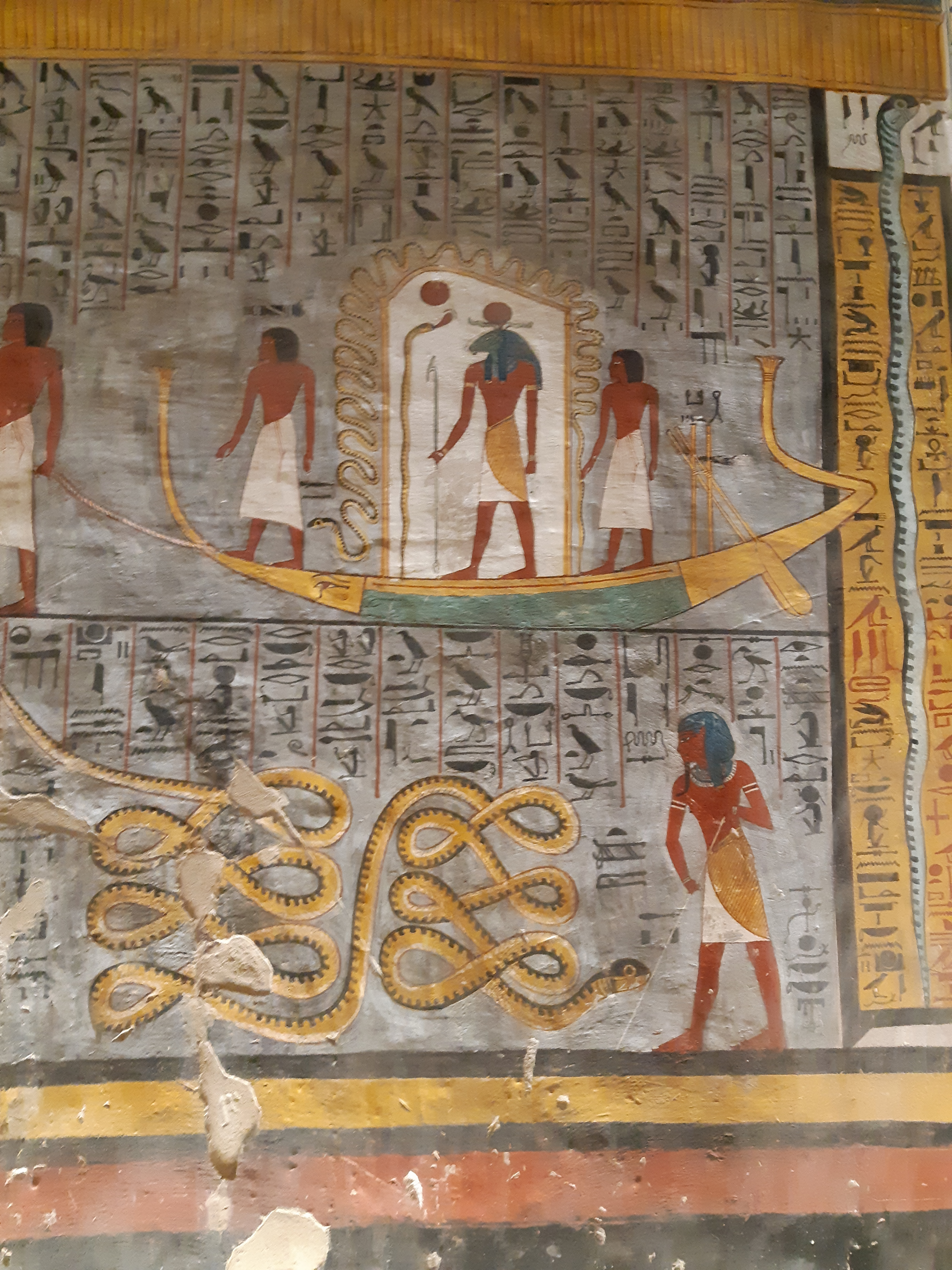
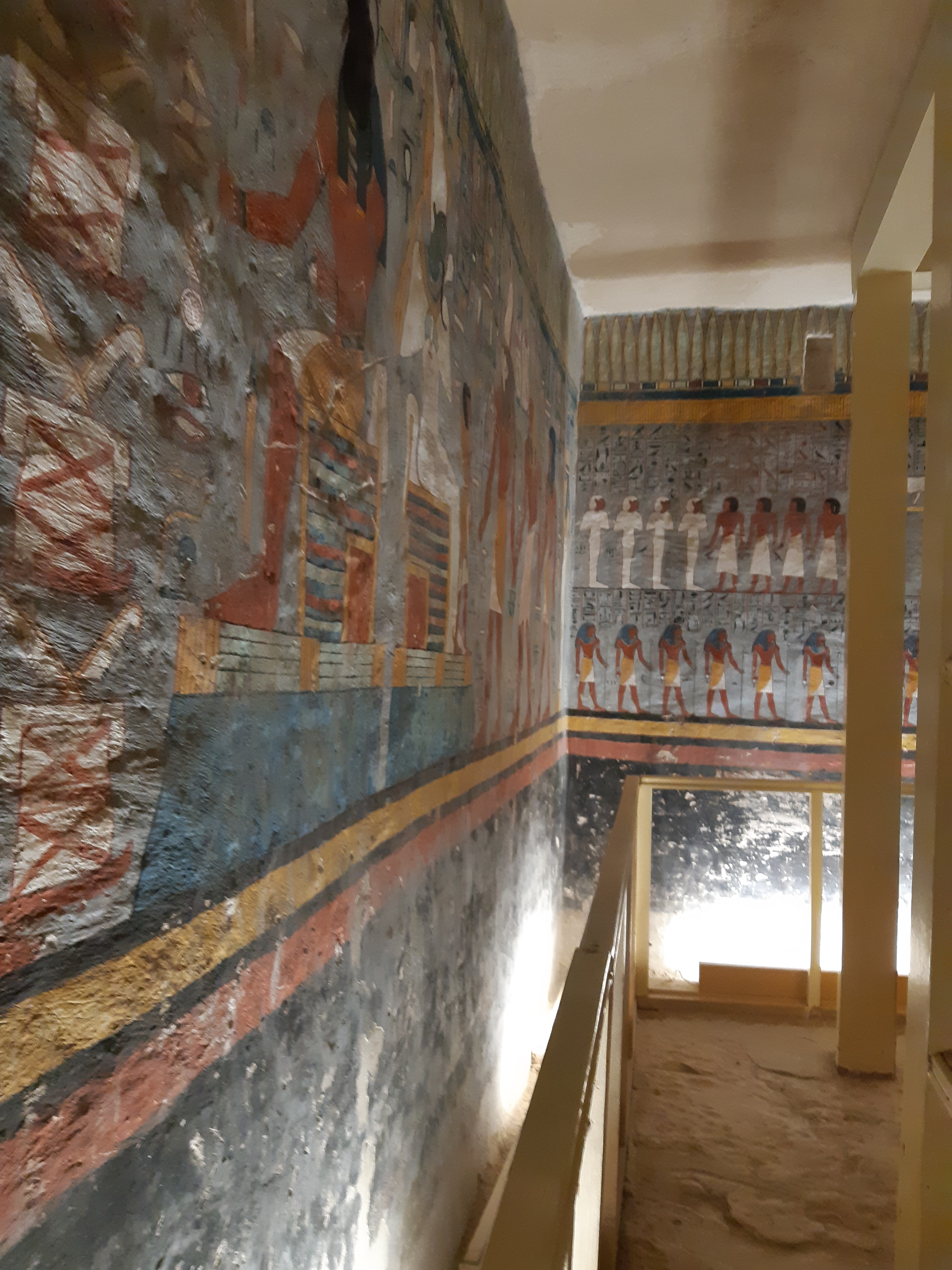
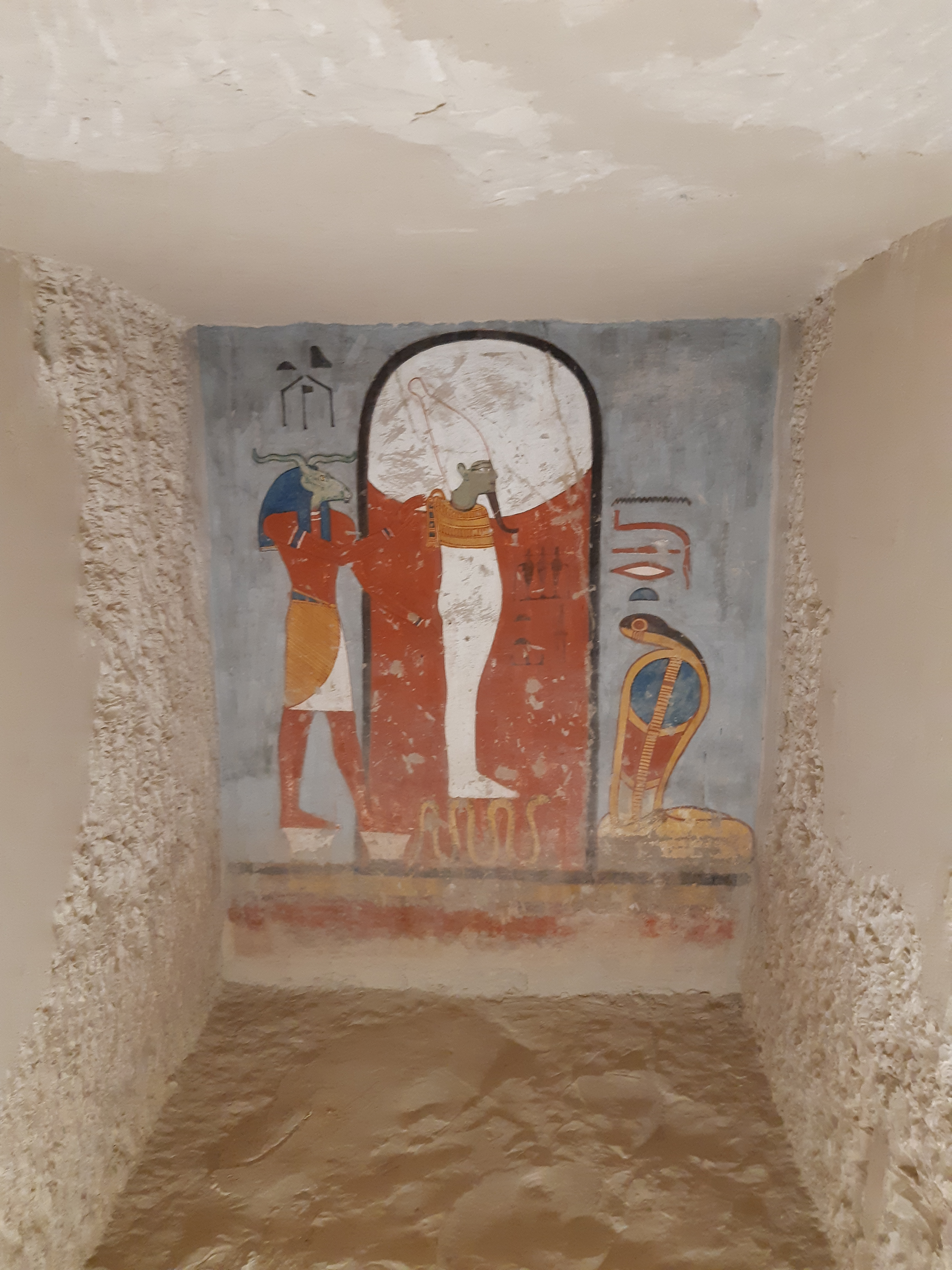

## Консервация
Решением министерства культуры Египта, в погребальной камере установлено четыре поддерживающие опоры вокруг саркофага. Крышка саркофага частично восстановлена с помощью крашенной штукатурки. Для предотвращения разрушения пола, на нём выложены деревянные помосты.